# Franco De Piccoli
Pour les articles homonymes, voir Piccoli.
Franco De Piccoli (né le 29 novembre 1937 à Mestre, une frazione de la commune de Venise, en Vénétie) est un boxeur italien.

## Biographie
Champion d'Italie amateur des poids lourds en 1960, Franco De Piccoli remporte le titre olympique aux Jeux de Rome la même année puis passe professionnel en 1961. De Piccoli aligne les succès contre des adversaires modestes, mais ne parvient pas à s'imposer au niveau international. Il ne gagnera pas le moindre titre et mettra un terme à sa carrière en 1965 sur un bilan de 37 victoires contre 4 défaites.

## Parcours auxJeux olympiques
Jeux olympiques d'été de 1960 à Rome (poids lourds) :
- Bat Willy Venneman (Belgique) par abandon au 1er round
- Bat Andrey Abramov (Union soviétique) aux points 5 à 0
- Bat Josef Němec (Tchécoslovaquie) aux points 4 à 1
- Bat Daan Bekker (Afrique du Sud) par KO au 2e round